# Lycomorphodes bicolor
Lycomorphodes bicolor är en fjärilsart som beskrevs av Rothschild 1913. Lycomorphodes bicolor ingår i släktet Lycomorphodes och familjen björnspinnare. Inga underarter finns listade i Catalogue of Life.